# Artemovsk
Huyện Artemovsk (tiếng Nga: Артемовск райо́н) là một huyện hành chính tự quản (raion), của Tỉnh Sverdlovsk, Nga. Huyện có diện tích ? km², dân số thời điểm ngày 1 tháng 1 năm 2000 là 40700 người. Trung tâm của huyện đóng ở Artemovsk.